# Distretto di Briga
Il distretto di Briga (in tedesco Bezirk Brig, in francese District de Brigue) è un distretto del Canton Vallese, in Svizzera. Confina con i distretti di Visp e di Westlich Raron a ovest, di Goms a nord e di Östlich Raron a est e con l'Italia (provincia del Verbano-Cusio-Ossola in Piemonte) a sud-est. Il capoluogo è Briga-Glis.

## Geografia fisica
Il distretto di Briga è il quinto distretto per superficie e il sesto per popolazione del Canton Vallese.
La massima elevazione del distretto è l'Aletschhorn (4.195 m). Altre cime comprendono il Weissmies (4.023 m), il Lagginhorn (4.010 m), il Fletschhorn (3.993 m), il Bietschhorn (3.934 m), il Nesthorn (3.824 m), lo Schinhorn (3.797 m) ed il Breithorn (3.785 m).
Il fiume principale è il Rodano. Principali affluenti nel territorio del distretto sono il Massa, il Saltina, formato dall'unione del Taferna, che nasce presso il Passo del Sempione e del Ganderbach, il Mundbach, il Gamsa ed il Baltschieder Bach. Dal Passo del Sempione nasce anche il Diveria, che dopo aver ricevuto le acque del Grosses Wasser entra in territorio italiano e confluisce nel Toce.

## Infrastrutture e trasporti

### Strade
Il territorio del distretto è attraversato dall'autostrada A9/E62 Ballaigues-Gondo, non ancora completata, che collega l'ovest della Svizzera con l'Italia attraverso Losanna, Sion ed il passo del Sempione. Attualmente l'autostrada, aperta nel tratto Visp Est-Ried-Briga, ha uscite nel distretto a Briga-Glis, Briga centro e Ried-Briga.

### Strade principali
La strada principale 9 attraversa il territorio del distretto dal confine italiano di Gondo a Briga-Glis passando per il Passo del Sempione e correndo parallela all'autostrada. Da Briga-Glis parte la strada principale 19 per il Passo della Furka e Andermatt.

### Ferrovie
Briga è un importante nodo ferroviario, con treni per Sion-Losanna, Zermatt, Goppenstein-Berna (linea del Lötschberg, che serve anche la stazione di Eggerberg), Andermatt (linea del Furka, con stazione intermedia nel distretto a Naters) e Domodossola-Milano (linea del Sempione).

### Valichi di frontiera con l'Italia
- Confine di Stato di Iselle, tra i comuni di Zwischbergen (Gondo) e Trasquera

## Località sciistiche
- Belalp (Naters)
- Rosswald (Termen)

## Geografia antropica

### Suddivisioni amministrative
Il distretto di Briga è diviso in 7 comuni (2013):
| Nome del comune        | Popolazione (dic. 2006) | Superficie km² | Densità ab./km² |
| ---------------------- | ----------------------- | -------------- | --------------- |
| Briga-Glis (Brig-Glis) | 12.056                  | 38,0           | 317             |
| Eggerberg              | 353                     | 6,0            | 59              |
| Naters                 | 8.565                   | 147,2          | 128             |
| Ried-Briga             | 1.740                   | 47,5           | 37              |
| Sempione               | 348                     | 90,9           | 3,8             |
| Termen                 | 839                     | 18,8           | 45              |
| Zwischbergen           | 114                     | 86,1           | 1,3             |
| Totale                 | 24.015                  | 434,5          | 55              |